# 하인리히 가이슬러

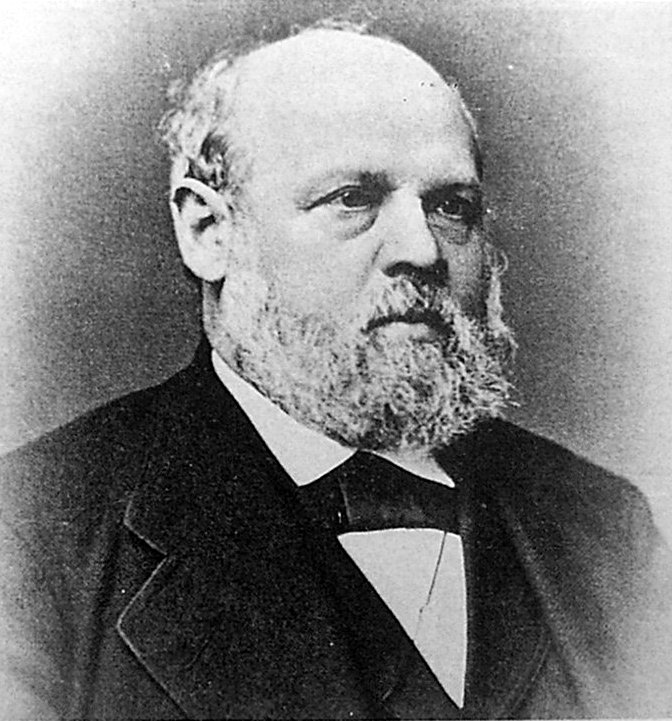
Heinrich Geißler

요한 하인리히 빌헬름 가이슬러(Johann Heinrich Wilhelm Geißler , 1814년 5월 26일 ~ 1879년 1월 24일)는 독일의 기계기술자이다. 작센마이닝겐에서 태어났으며, 가이슬러관이라고 하는 진공방전관을 만들어 진공방전현상의 연구에 기여하였다.
1854년 본에 이화학기계 공장을 차려 독창적인 작업으로 유명해졌다. 본 대학 교수 율리우스 플뤼커의 부탁을 받고 수은 펌프를 써서 유리관안을 진공으로 하는 데 성공하였다. 이 관은 1859년에 만들어진 최초의 진공방전관으로, 플뤼커는 이것으로 방전에 의한 여러 가지 현상 (예를 들면, 수소스팩트럼의 3개의 주선 (主線)) 을 발견하였다. 또한 가이슬러는 수은공기 펌프나 기상학기계를 개량하였고, 유리기계의 제작에서 세계적으로 이름을 떨쳐 1868년 본대학에서 철학 박사 칭호를 받았다.